# Pérdida ambigua
La pérdida ambigua es aquella que ocurre sin un cierre o comprensión de la misma. Este tipo de pérdida deja a una persona en búsqueda de respuestas y, además, complica y retrasa el proceso de duelo, resultando a menudo en un duelo sin resolver. Algunos ejemplos son infertilidad, pérdida del embarazo, la desaparición de un familiar, el fallecimiento de una expareja, un familiar que físicamente está vivo pero permanece en un estado de decadencia cognitiva debido al padecimiento de Alzheimer o demencia, etc. Una pérdida ambigua puede catalogarse en dos tipos: física o psicológica. Ambas difieren en la causa del duelo: la pérdida del cuerpo físico o la mente. El experimentar una pérdida ambigua puede llevar a preguntas de ámbito personal, tales como, “¿Sigo casado/a con mi pareja desaparecida?,” o “¿Sigo siendo el hijo/a de una persona que ya no me recuerda?”. Dado que en una pérdida ambigua el proceso de duelo se detiene, es más difícil salir adelante o pasar a la aceptación, según el tipo de pérdida vivida. Existen distintos tipos de duelo junto con sus técnicas terapéuticas correspondientes para tratarlos, en relación con el tipo de ambigüedad experimentada. La finalidad de la terapia para sobrellevar una pérdida ambigua es poder superar el trauma asociado a esta y restaurar la capacidad de resiliencia.

## Tipos de pérdida ambigua
Una pérdida ambigua puede ser de naturaleza física o psicológica. 

### Pérdida física
Una pérdida ambigua física significa que el cuerpo de un ser querido ya no se encuentra cerca de nosotros, como lo es en el caso de una persona desaparecida o un cuerpo que no pudo ser recuperado de una guerra, pero que pese a todo, continúa siendo recordado en el aspecto psicológico debido a la posibilidad de que la persona vuelva, por ejemplo, lo que sucede en los casos de personas desaparecidas. Este tipo de pérdida puede producirse a lo largo de generaciones (por ejemplo, las familias de las víctimas del holocausto) y pueden provocar fuertes traumas como el trastorno por estrés postraumático.

### Pérdida psicológica
El segundo tipo de pérdida ambigua es cuando una persona permanece allí de forma física, pero se encuentra psicológicamente ausente. Este tipo de pérdida se manifiesta en casos donde nuestro cerebro está afectado, por lo que se producen daños en el comportamiento o bienestar individual. La pérdida ambigua psicológica no se manifiesta únicamente en familiares y amigos de la persona afectada, también puede ocurrir de forma personal en términos de perder la noción sobre quiénes somos. Esto puede suceder a partir de una herida de traumatismo craneal severo y no saber quiénes somos, causando una sensación de estar perdido, junto con problemas de incertidumbre relacionados con nuestra identidad.

## Proceso de duelo
El proceso de duelo en una pérdida ambigua difiere del luto regular en que con el primero de estos no es posible obtener un cierre a causa de un duelo sin resolver. En los casos de una pérdida ambigua de carácter psicológico, el proceso de duelo puede ser especialmente difícil, debido a la incapacidad de aceptar o admitir que hay un problema y, en primer lugar, no poder afrontar la situación con el fin de lidiar con dicho problema. Un factor clave en la superación de una pérdida ambigua es la resiliencia. En el proceso de duelo normal, las personas logran un cierre luego de tratar con una pérdida. En una pérdida ambigua el cierre no existe y, en este caso, no ha de ser buscado.

### Resiliencia
La resiliencia y la esperanza son importantes en los casos de pérdida ambigua, ya que juntos son capaces de permitirle al individuo aceptar la pérdida y seguir adelante con su vida. Una forma de darse cuenta si una persona es capaz de recuperarse de una pérdida ambigua es que constantemente busquen ayuda cuando saben que esta es necesaria. Algunos factores que no se pueden controlar como la cultura, la edad, el estatus socioeconómico y los genes, son todos factores que contribuyen a la resiliencia. El trauma y la pérdida ambigua suelen coexistir y, si el trauma no es tratado, esto puede desencadenar emociones no resueltas. La terapia tratará un caso de pérdida ambigua restaurando la resiliencia y reconectando con la pérdida en conjunto a la relación con quién esta (la pérdida) se encuentra asociada.

### Tres tipos de duelo
La diferencia entre un duelo regular y el duelo por una pérdida ambigua es que el tipo de pérdida crea el tipo de duelo que se padece. En la pérdida ambigua, el duelo puede ser tanto beneficioso como difícil. Dado que en una pérdida ambigua el proceso de luto difiere de las etapas lineales del duelo normal, no hay presión para seguir adelante o lograr el cierre y esto, a su vez, permite a las personas recordar al ser querido que se perdió y seguir adelante con su vida y las relaciones en ella. Existen tres tipos de duelo en específico que pueden desarrollarse a partir del tipo de pérdida ambigua que se vive. 

#### Duelo anticipado
Este tipo de duelo ocurre ante la muerte de algún familiar. Luego del fallecimiento del ser querido, el luto es llevado a cabo, pero cuando el individuo se da cuenta de que la muerte puede ser inminente para cualquier ser amado, el duelo anticipado se instala. Este tipo de luto es común entre las familias que conviven con una persona que padece de Alzheimer. El duelo se vuelve anticipatorio al saber que el estado mental del ser querido solo empeorará, por lo que el proceso de duelo puede comenzar desde muy temprano.

#### Duelo desarraigado
El segundo tipo de duelo que se desarrolla a partir de una pérdida ambigua es el de desarraigo. También es conocido por ser un duelo que no se reconoce como tal debido a que generalmente ocurre por la pérdida de una mascota, por lo que el luto no es tomado en serio.

#### Duelo paralizado
El duelo paralizado es el resultado de la ambigüedad de la muerte a causa de la desaparición física o psicológica del ser querido y, por lo tanto, el luto que una persona vive se paraliza a causa de que esta no tiene la oportunidad de permitir que dicho duelo se lleve a cabo con la normalidad correspondiente.

## Orígenes
El término “pérdida ambigua” fue empleado por primera vez en los años setenta por Pauline Boss, una investigadora que estudiaba a familias de soldados desaparecidos en combate. Boss acuñó el término a finales de los setenta. Durante su investigación, utilizó previamente el término ambigüedad de límites desde 1973 hasta 1977, pero luego lo reemplazó por pérdida ambigua en 1977.